# Encyclopédie illustrée du Pays de Vaud
L'Encyclopédie illustrée du Pays de Vaud est une encyclopédie en douze volumes sur le canton de Vaud en Suisse. Elle a été publiée de 1970 à 1987 par les Éditions 24 Heures, sous la direction de Bertil Galland.
Marcel Imsand en a assumé la direction photographique et Laurent Pizzotti le graphisme et la mise en pages. Un comité de bénévoles s'est chargé des tâches de l'édition. Chaque chapitre ou domaine a été confié à un spécialiste ; chaque volume a été dirigé par une personnalité scientifique disposant d'une autorité reconnue.

## Volumes
1. La Nature multiple et menacée (1970)
2. Une Terre, ses origines, ses régions (1971) (Pays de Vaud, une Terre, une Histoire, éditions Cabédita, 1996)
3. Les Artisans de la prospérité (1972)
4. L'Histoire vaudoise (1973) (Pays de Vaud, une Terre, une Histoire, éditions Cabédita, 1996)
5. Les Institutions (1974)
6. Les Arts I (1976)
7. Les Arts II, de 1800 à nos jours (1978)
8. La Grande Mutation I (1980)
9. La Grande Mutation II (1981)
10. La Vie quotidienne I, Les Âges de la vie (1982)
11. La Vie quotidienne II, Maisons, Fêtes, Sport, Langage (1984)
12. Bibliographie - Index général (1987), suivie de : Vaud à livres ouverts, Bibliographie 1987-1995, éditions Cabédita (1996)

## Sources
- Archives cantonales vaudoises, Fonds PP 323, Association de l'Encyclopédie illustrée du Pays de Vaud (1968-2003).